# کوه‌زاد
کوه‌زاد فیلمی به کارگردانی و نویسندگی ابراهیم باقری محصول سال ۱۳۴۶ است.

## خلاصه داستان
مردی وقتی درمی یابد دختر محبوبش را گروهی ربوده‌اند همه جا تعقیبشان کرده و پس از ماجراهایی سرانجام دختر را نجات می‌دهد و پی می‌برد ربایندگان دختر همان اشراری هستند که والدین او را نیز کشته‌اند.

## بازیگران
- سهیلا
- منصور سپهرنیا
- خلیل عقاب
- هوشنگ بهشتی
- حمیده خیرآبادی
- مینا
- اکبر جنتی شیرازی
- یدالله محمدی‌نژاد
- احمد قدکچیان